# Escola del Treball de Valls
L'Escola del Treball de Valls fou un centre de formació professional de Valls (Alt Camp) que actualment és l'Institut Jaume Huguet de Valls.

## Història
L'escola s'inaugurà el 6 d'octubre de 1924, amb el nom d'Escola Professional, a l'edifici de l'antic convent del Carme. S'hi impartien les especialitats de mecànica, teixits, fusteria, mestre de paleta i classes especials de comptabilitat i tenidoria de llibres. Emparada per l'Estatut de Formació Professional i Aprenentatge de 1928, el 7 d'octubre de 1928 l'Escola va passar a denominar-se Escola del Treball. Després de la Guerra Civil espanyola, les classes s'impartiren provisionalment al Grup Escolar per al nois, i a Sant Roc per a les noies. El 1942 l'Ajuntament rehabilità l'antic quarter i el cedí a l'Estat. S'hi impartia el batxillerat laboral amb les especialitzacions agrícola, ramadera, industrial, minera, marítima i les 'professions femenines'. Al mateix edifici es creà el 1952 l'Institut Laboral, actual Institut Narcís Oller, en la modalitat agrícola i ramadera. El 1965, l’escola va rebre el nom d'Escola de Mestria Industrial Josep M. Fàbregas. Amb la Llei General d’Educació de 1970, que va integrar la formació professional al sistema educatiu, es van implantar els nivells FPI i FPII. El nivell FPIII no es va arribar a implantar. Durant aquest període s'implantaren les branques de química i delineació, així com el primer grau de la branca administrativa i el primer cicle de la branca agrària. El 1980 el centre s'anomenà Institut de Formació Professional. El 1981 es traslladà al carrer de la Creu de Cames, passant a denominar-se Institut Politècnic de Formació Professional. Amb la reforma educativa de la LOGSE de 1990, es comença a impartir l'Educació Secundària Obligatòria (ESO) i el centre passa a ser l'Institut d’Educació Secundària Josep M. Fàbregas, que el 10 de juny de 1998 es canvia per l'actual Institut d’Educació Secundària Jaume Huguet – Antiga Escola del Treball.
El 1993 la Cambra de Comerç i Indústria de Valls, en col·laboració amb l'Institut Politècnic de Formació Professional (actual Institut Jaume Huguet), creà la Fundació Antiga Escola Professional de Valls (ANESPRO), amb l'objectiu de fomentar l'estreta col·laboració de l'entorn econòmic i empresarial (comarques de l'Alt Camp i la Conca de Barberà) amb l’Institut, per a promoure les pràctiques dels alumnes i el seu seguiment a les empreses.

## Seus de l'Escola

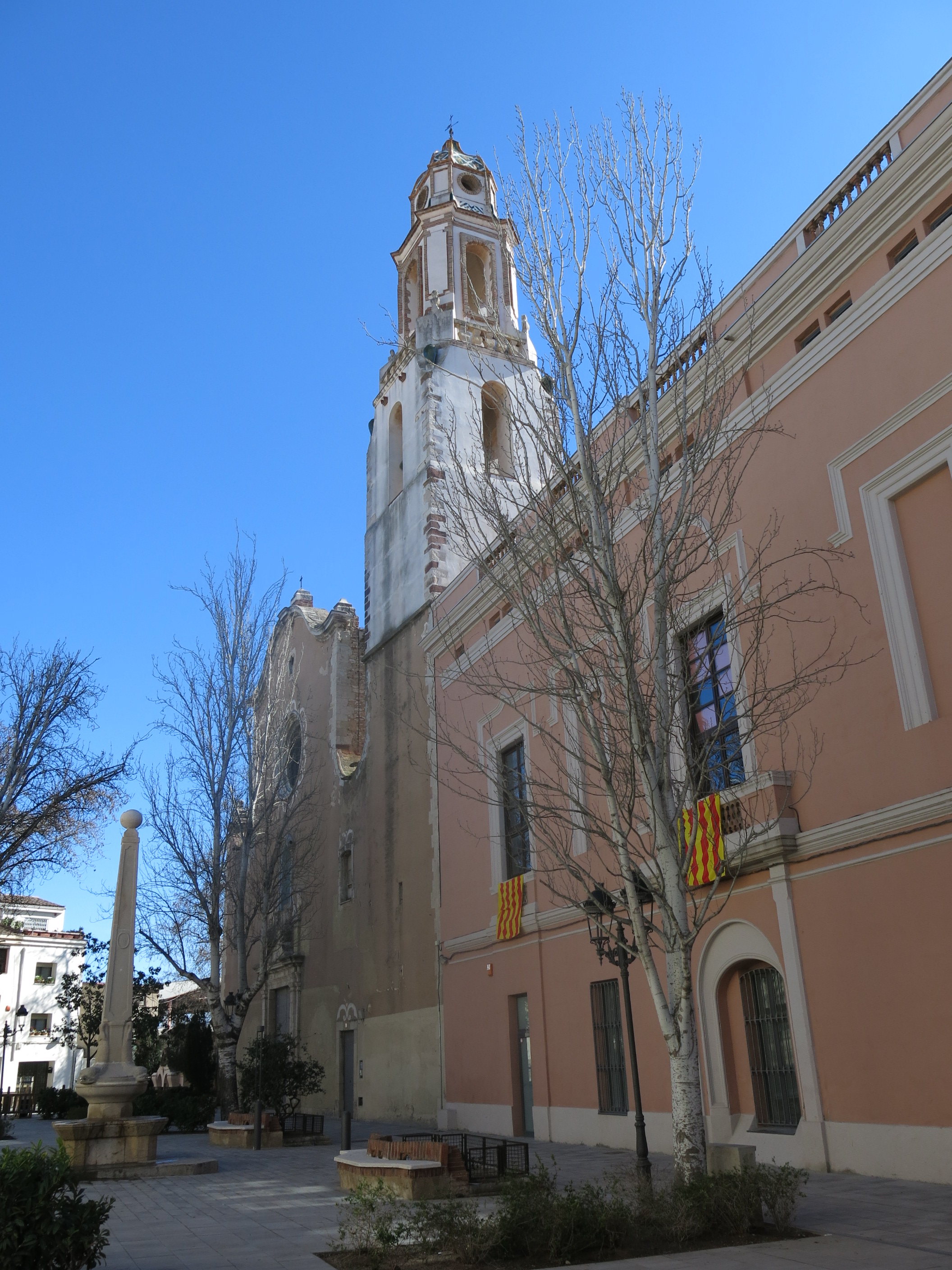
Antic convent del Carme
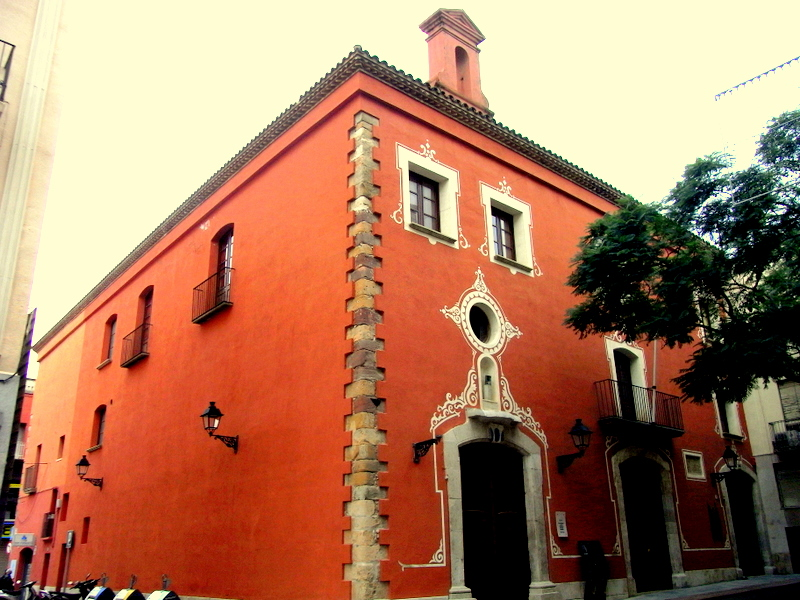
Sant Roc
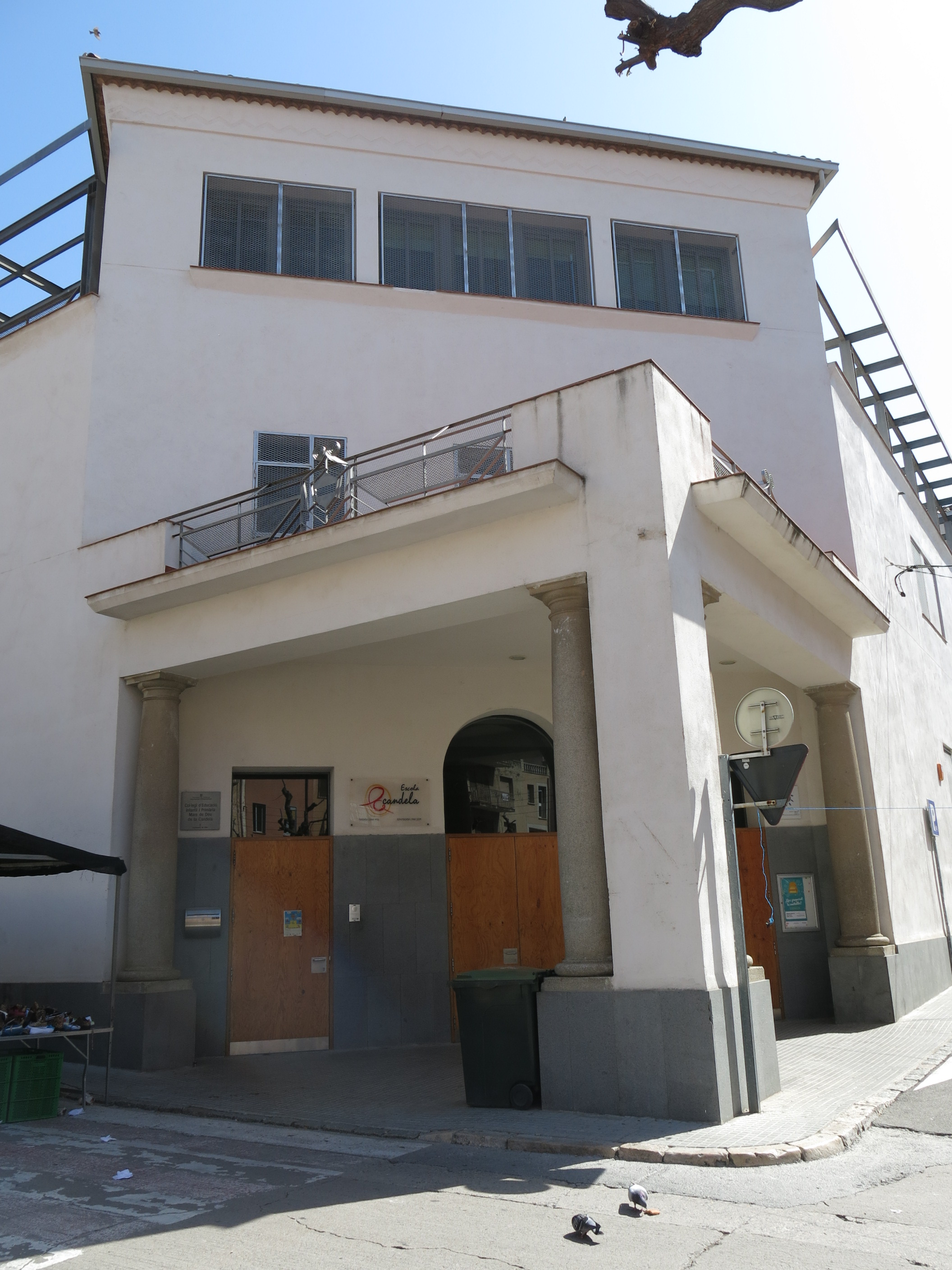
Grup Escolar (actual Col·legi de la Candela)
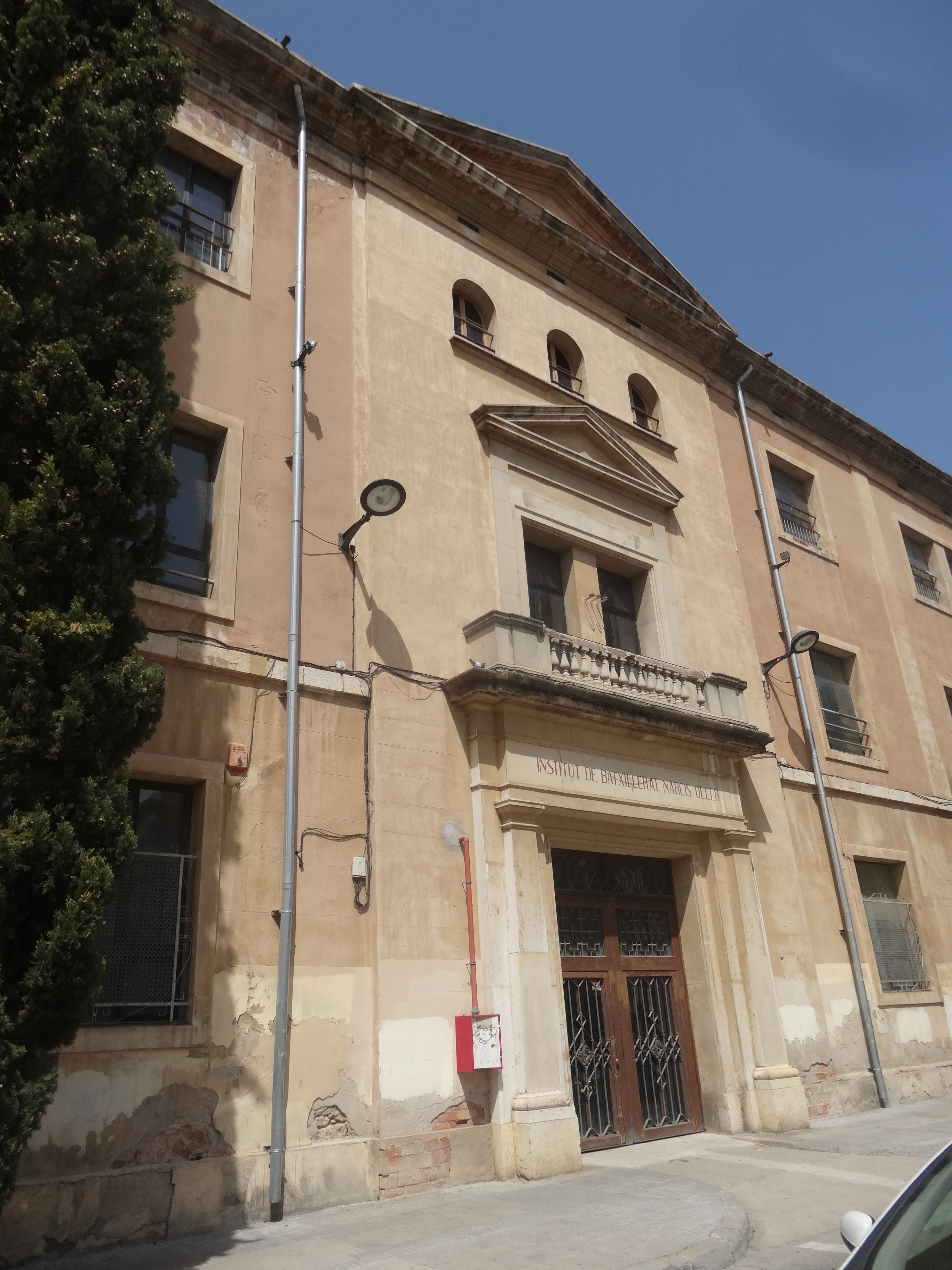
Quarter de Valls